# 藤間紀子
藤間 紀子（ふじま のりこ、1945年11月11日 - ）は、日本の女性実業家。福岡県福岡市出身。福岡女学院中学校・高等学校、慶應義塾大学文学部卒業。
高麗屋を陰で支え、株式会社松本幸四郎事務所の社長も務める。

## 人物

### 家族
- 夫は歌舞伎役者の二代目松本白鸚。白鸚とは遠縁にあたる女優の香川京子の紹介で知り合った[1]。
- 子供に歌舞伎役者の十代目松本幸四郎（当代）、女優兼演出家の松本紀保、女優の松たか子がいる。孫は歌舞伎役者の八代目市川染五郎（当代）[2]。

## 年譜
- 1945年 - 福岡県福岡市の医師の家庭に生まれる[1]。
- 1969年 - 12月、六代目市川染五郎（のちの九代目松本幸四郎、二代目松本白鸚）と結婚。
- 1971年 - 長女の紀保子を出産。
- 1973年 - 長男の照薫（のちの十代目松本幸四郎）を出産。
- 1977年 - 次女のたか子を出産。
- 1998年 - たか子の初主演映画『四月物語』（監督：岩井俊二）に出演する。

## 著書
- 『満点ママさわやかママのおつきあい学』 旺文社、1985年
- 『高麗屋の女房』 毎日新聞社、1997年
- 『私のきもの生活』 文化出版局、2003年